# Strangalia famelica
Strangalia famelica es una especie de escarabajo longicornio del género Strangalia, categorizada en la tribu Lepturini, de la subfamilia Lepturinae. Fue descrita por Newman en 1841.

## Descripción
Mide 10-17 mm de longitud.

## Distribución
Se distribuye por Estados Unidos.